# 10178 Iriki
10178 Iriki è un asteroide della fascia principale. Scoperto nel 1996, presenta un'orbita caratterizzata da un semiasse maggiore pari a 2,1881560 UA e da un'eccentricità di 0,0023610, inclinata di 2,26155° rispetto all'eclittica.
L'asteroide è dedicato all'omonima città giapponese del distretto di Satsuma, nella prefettura di Kagoshima, dal 2004 inglobata nella città di Satsumasendai.